# Kościół św. Mateusza Apostoła i Ewangelisty i św. Rocha Wyznawcy w Nowej Sobótce
Kościół św. Mateusza Apostoła i Ewangelisty i św. Rocha Wyznawcy w Nowej Sobótce – świątynia mariawicka parafii Kościoła Starokatolickiego Mariawitów, wchodzącej w skład diecezji śląsko-łódzkiej.
Kościół został wybudowany w 1907 roku stylu neogotyckim z czerwonej cegły w ciągu jednego roku. 

## Historia
Kościół parafialny został wpisany do Rejestru Zabytków Nieruchomych województwa łódzkiego decyzją nr 310 z dn. 21 maja 1984 roku wraz z neogotycką plebanią, tworząc Zespół Kościoła Mariawitów w Nowej Sobótce. 

## Architektura

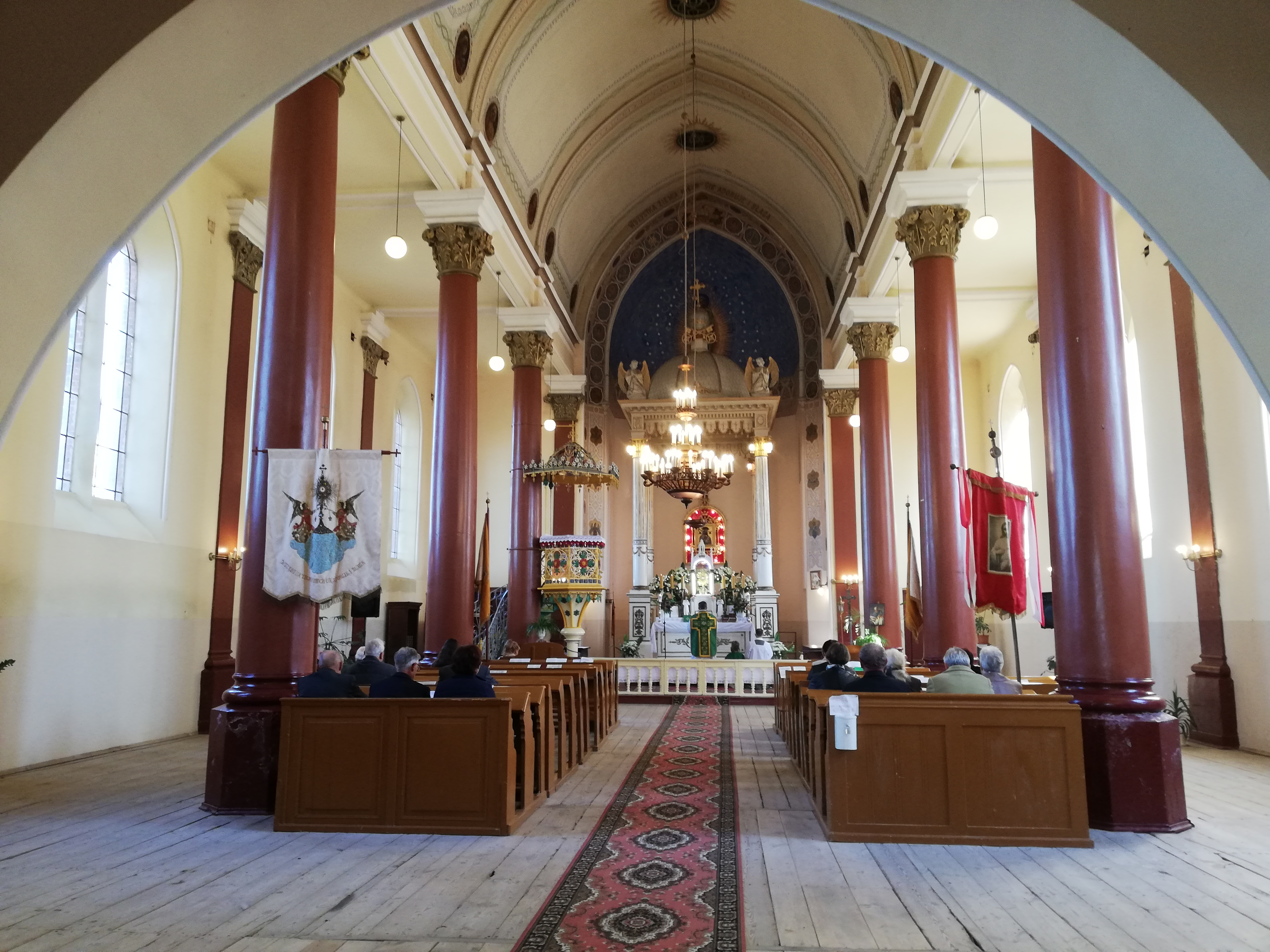
Wnętrze świątyni

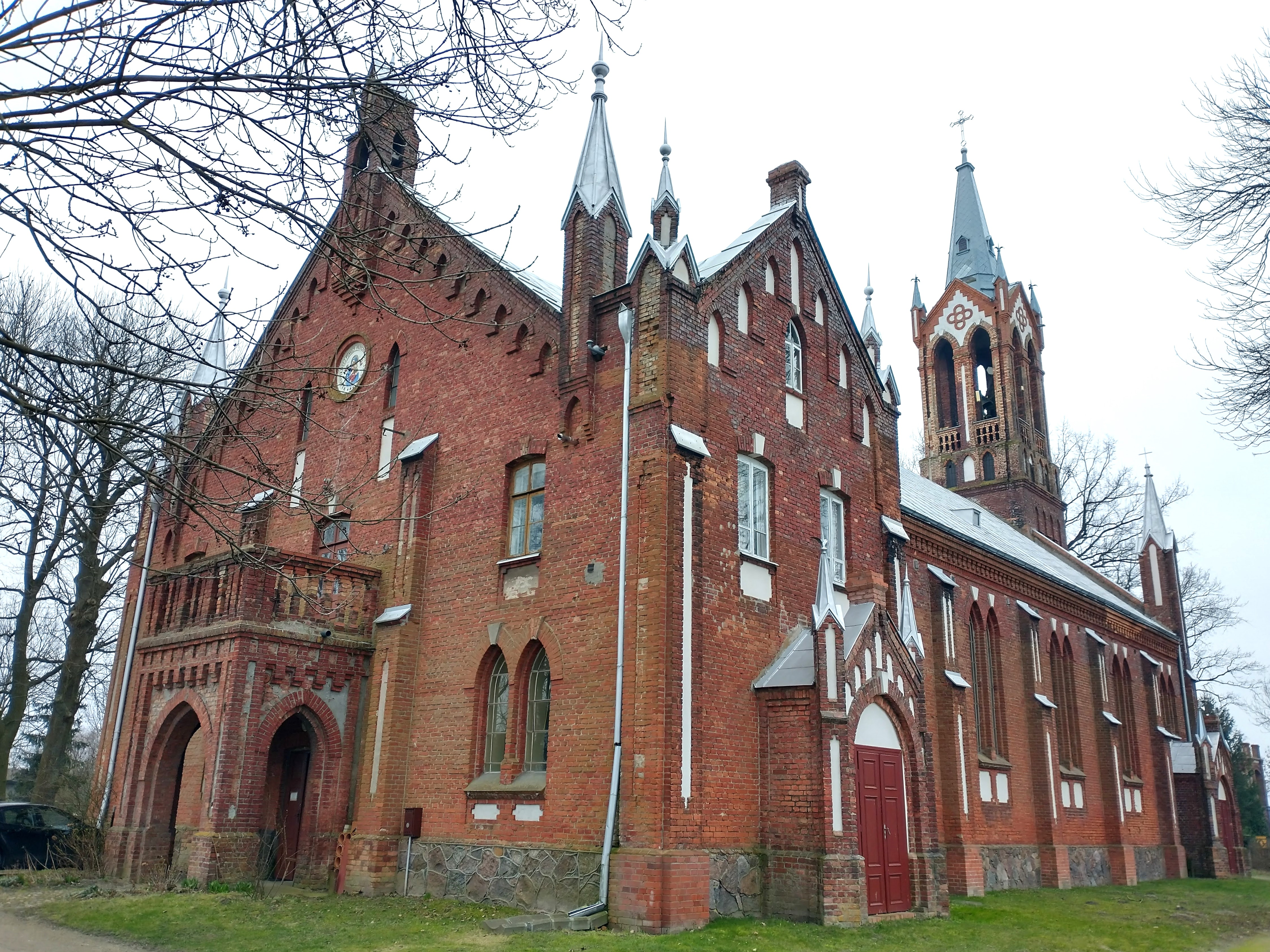
Elewacja tylna

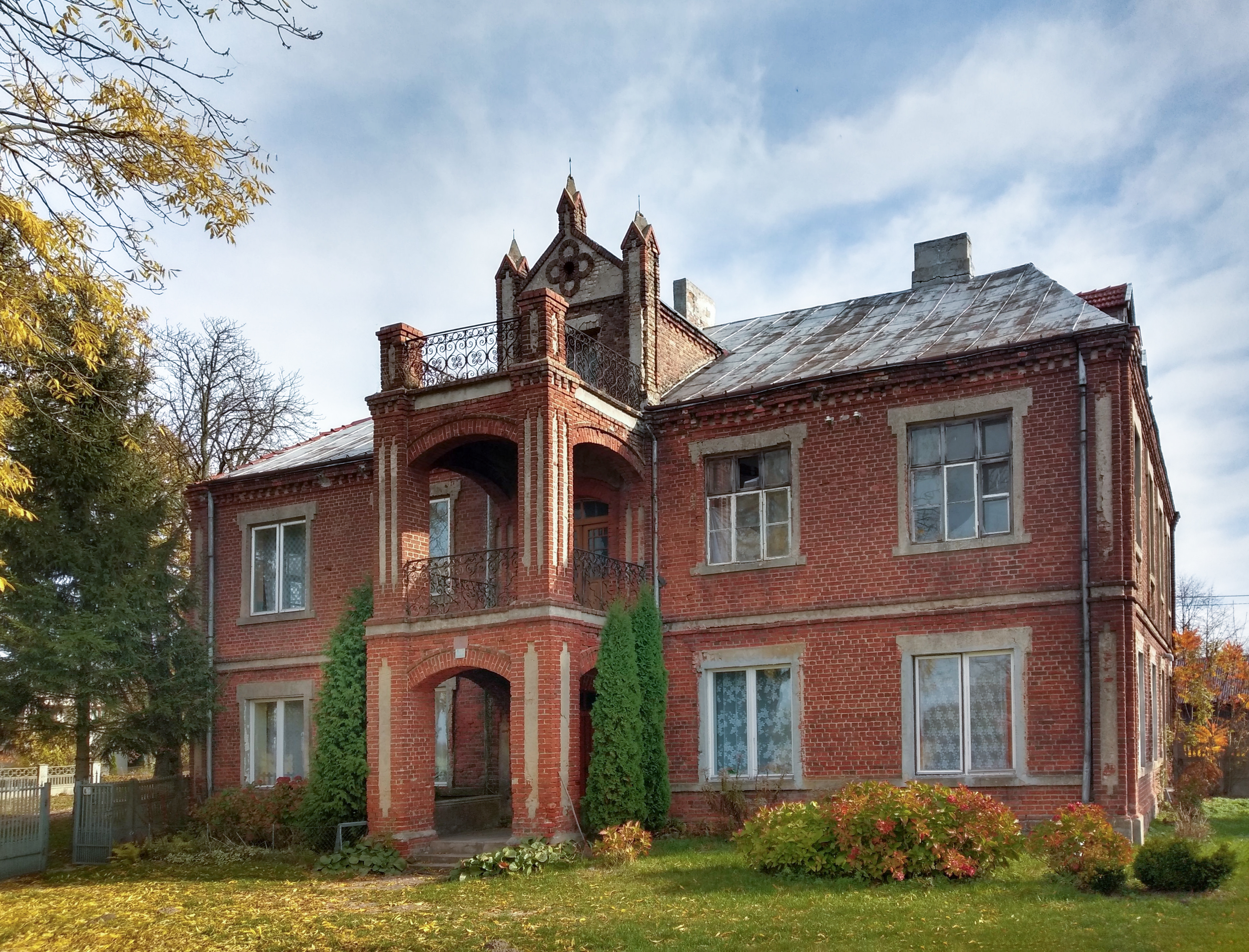
Dom parafialny

W 1907 roku z ofiar wiernych nowo powstałej parafii Kościoła Starokatolickiego Mariawitów w Sobótce Nowej wzniesiono kościół parafialny pw. św. Mateusza Apostoła i Ewangelisty i św. Rocha Wyznawcy. Obiekt wzniesiono w stylu neogotyckim – nawiązującym do tzw. gotyku nadwiślanego. Wykonanie: cegła (w układzie polskim) nietynkowana, cokół z kamienia łupanego, dachy kryte blachą, otwory okienne i drzwiowe ostrołukowe ze zwornikiem i opaskami (w części mieszkalnej okna prostokątne).
Kościół powstał na planie wydłużonego prostokąta. Jest trzynawowy, bazylikowy, od północy transept z ryzalitem, od południa kwadratowa wieża z wejściem do kościoła. Wysunięty ryzalit balkonowo - gankowy z wejściem do sieni, z której prowadzą schody do pomieszczeń mieszkalnych na piętrze i zakrystii.
Małe kruchty przy bocznych ścianach prowadzą do:
- transept: kaplicy, strona wschodnia; zakrystii, strona zachodnia
- nawa kościoła: podchórza (duża kruchta) – strona wschodnia i zachodnia.
Fasada kościoła flankowana pośrodku wysoką, wyniosłą wieżą, zwieńczoną hełmem w formie ostrosłupa z iglicą i krzyżem, oszkarpowana przyporami. W wieży występują okna ostrołukowe z ceglaną rozetą, blenda, blenda rozety, ostrołukowy fryz ceglany, tondo z płaskorzeźbą, tynkowane płyciny. W parterze wieży - otwarte przejścia zwieńczone ostrołukowymi portalami ze zwornikiem.
Po obu stronach wieży - nisze. Fasadę flankują przypory zakończone wieżyczkami.
Elewacje boczne oszkarpowane, blendy i płyciny tynkowane. Wokół elewacji, pod okapem, fryz arkadowy. Naroża elewacji flankowane wieżyczkami. W północnej elewacji ostrołukowe i prostokątne blendy i okna, fryz arkadowy, tondo z płaskorzeźbą, ryzalit gankowo – balkonowy.
Wnętrze kościoła bazylikowe, nawa główna sklepiona kolebkowa, wzmocniona ostrołukowymi gurtami. Węższe od nawy prezbiterium, zamknięte ścianą prostą. Stropy naw bocznych wsparte na sześciu kolumnach w stylu kompozytowym. Na ścianach naw pilastry na potężnych bazach z kapitelami w stylu kompozytowym. Chór muzyczny wsparty na trzech ostrołukowych arkadach. Nad chórem arkada z emporą i loggią. Sklepienie wieży naśladujące kryształowe.
Wyposażenie kościoła z epoki (zgodne z regułą kościoła). W prezbiterium otoczonym zamykaną komunijną balustradą, ołtarz w formie konfesji. Ściana i wysklepek zdobione mozaiką. Ambona polichromowana posadowiona przy kolumnie. Podłogi drewniane.